# Колинс, Жан-Батист
Жан-Батист Колинс (фр. Jean-Baptiste нидерл. Colyns; 25 ноября 1834, Брюссель — 31 октября 1902, Брюссель) — бельгийский скрипач, композитор, музыкальный педагог.
В возрасте восьми лет был принят в Брюссельскую консерваторию, учился у Николя Вери и Ламбера Меертса.
На протяжении многих лет начиная с пятнадцатилетнего возраста был солистом в оркестре театра Ла-Монне. Гастролировал как солист по всей Европе, в 1873 г. с успехом провёл лондонские гастроли, включая концерт в Хрустальном дворце, и выступил в Париже с оркестром Жюля Падлу. С 1863 г. преподавал в Брюссельской консерватории, среди его учеников Морис Сонс. Дирижировал оркестром консерватории (в том числе на торжественном концерте по случаю визита Ференца Листа в 1882 г.), выступал в составе струнного квартета консерватории (с Енё Хубаи, Дезире ван Стивортом и Жозефом Серве), в 1882—1883 гг. также в составе фортепианного трио, с Серве и Юлиушем Зарембским.
Автор опер «Сэр Уильям» (1877) и «Капитан Раймон» (1877), разнообразных скрипичных сочинений. Редактировал издание скрипичных сонат Г. Ф. Генделя.
Имя Колинса носит улица (фр. Rue Jean-Baptiste Colyns) в Икселе.